# Bifröst (Band)

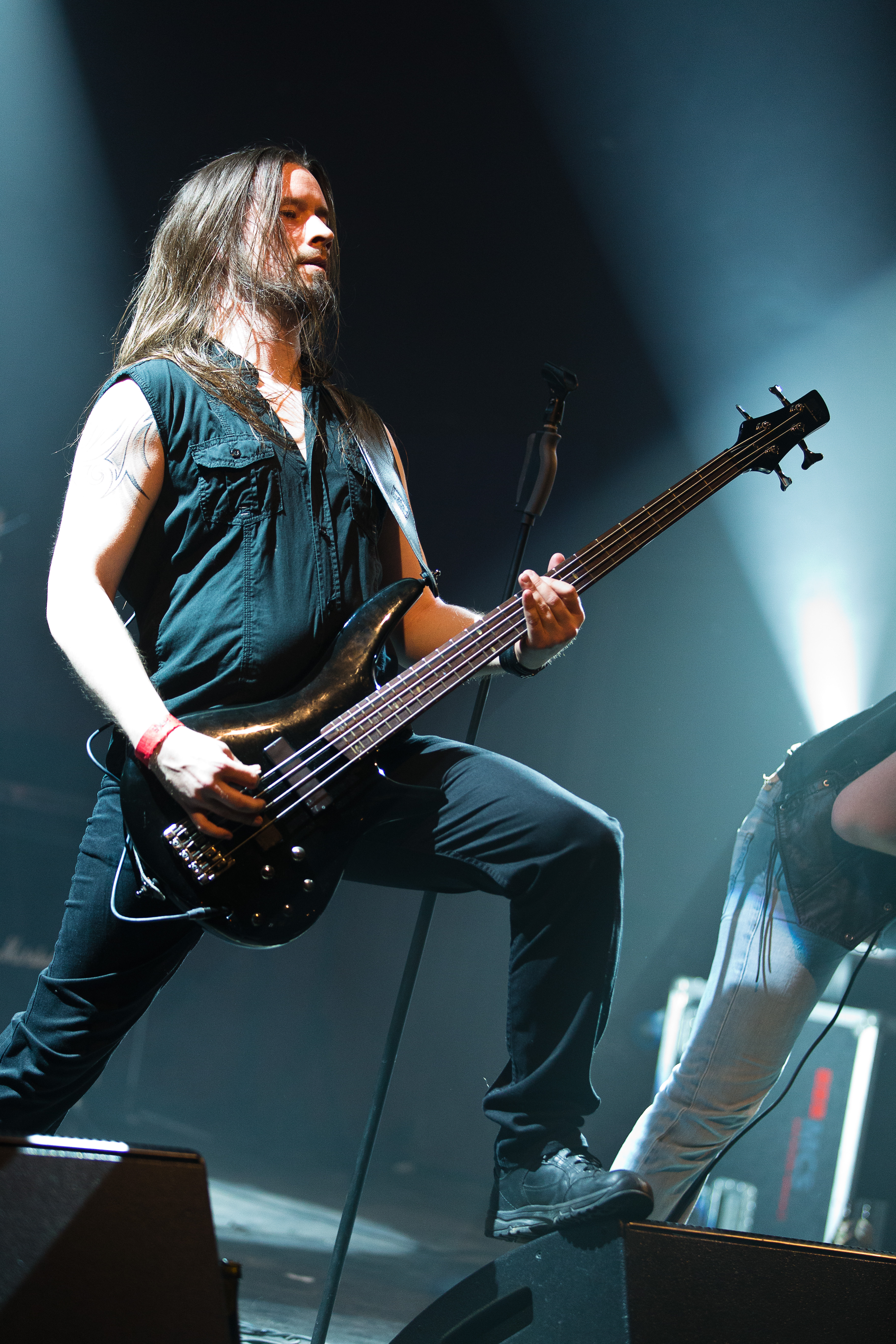
Mario Leão 2016.

Bifröst war eine österreichische Pagan-Metal-Band aus Salzburg.

## Geschichte
Bifröst wurde Ende 2005 von Patrick Waldenhofer (Gesang), Matthias „van Mattherhorn“ Sollak (Gitarre, Keyboard, Dudelsack, diverse Folk-Instrumente) und Sebastian Haas (Schlagzeug) gegründet. Zunächst spielte man Melodic Death Metal, mit der Zeit traten jedoch immer mehr traditionelle, folkloristische Einflüsse hinzu, bis man sich ganz dem Pagan Metal verschrieb. Das erste Demo Schlachtenklänge erschien 2006. Anschließend wurden mit Christopher Mayr (Gitarre) und Alexander Scharkosi (Bass) zwei neue Mitglieder in die Band aufgenommen. Nach einigen Auftritten wurde Waldenhofer durch Christoph Lemak ersetzt. Bereits 2008 wurden die Aufnahmen zum Debütalbum gestartet. Produziert wurde das Album von Stefan Traunmüller. Mit dem fertigen Album ging man zu Einheit Produktionen, die das Album im Jänner 2010 veröffentlichten. Vom Demo sind zwei Lieder enthalten, Ragnarök und das Titelstück Schlachtenklänge.
Sollak begründete 2011 die Post-Black-Metal-Band Harakiri for the Sky, in der er bis heute aktiv ist. Nach drei Jahren Pause erschien 2013 das zweite Album Tor in eine neue Welt, wieder über Einheit Produktionen. Produziert wurde das Album von Krystian König. Vom ursprünglichen Line-up blieb nur Gitarrist und Haupttexter/-komponist Matthias „van Mattherhorn“ Sollak erhalten. Dafür sind nun mit Ragnar (Gesang), Lukas S. (Schlagzeug) und Nordolf (Gitarre) Mitglieder der Bands Flammensturm, Nebelfront und Selbstentleibung in der Band. Ragnar übernahm einen Teil des Songwritings für das Album.
Am 18. Dezember 2015 erschien ihr drittes Album mit dem Namen Mana Ewah (ahd. für „ewiger Mensch“) erneut über Einheit Produktionen in Deutschland, Österreich und der Schweiz. International erfolgt am 22. Januar 2016 die Veröffentlichung. Im Juni 2016 gab die Band ihre Auflösung bekannt unter der Begründung von Zeitmangel und dass die einzelnen Mitglieder sich künftig verschiedenen Projekten widmen möchten.

## Musikstil und Texte
Bifröst spielen Pagan Metal mit traditionellen Elementen. Die Texte entstammen der Nordischen Mythologie, die jedoch nicht religiös zu verstehen seien. Man bediene gerne „gesamte Bandbreite an Klischees“ und habe nicht den Anspruch  „philosophisch oder anderwertig tiefgründig zu sein“. Vielmehr gehe es um den Spaß an der Sache. Rechtsextreme Umtriebe in der Pagan-Metal-Szene lehnt man entschieden ab. Unter anderem bestehen die Texte aus Trinkliedern und kleinen Geschichten sowie Mythen und Schlachtliedern. Mit dem Einstieg Ragnars änderten sich die Texte etwas, weg von der nordischen Mythologie, hin zu mehr persönlichen und alltäglichen Bezügen.

## Diskografie
- 2006: Schlachtklänge (Eigenproduktion)
- 2010: Heidenmetal (Einheit Produktionen)
- 2013: Tor in eine neue Welt (Einheit Produktionen)
- 2016: Mana Ewah (Einheit Produktionen)